# (2860) Pasacentennium
(2860) Pasacentennium es un asteroide que forma parte del cinturón de asteroides y fue descubierto el 8 de octubre de 1978 por Eleanor Francis Helin desde el observatorio del Monte Palomar, Estados Unidos.

## Designación y nombre
Pasacentennium recibió inicialmente la designación de 1978 TA.
Posteriormente se nombró por el centenario de la ciudad estadounidense de Pasadena.

## Características orbitales
Pasacentennium orbita a una distancia media de 2,333 ua del Sol, pudiendo alejarse hasta 2,835 ua y acercarse hasta 1,831 ua. Tiene una inclinación orbital de 22,68° y una excentricidad de 0,2152. Emplea 1301 días en completar una órbita alrededor del Sol.